# Абдукахоров, Кудратилло Хабибулло угли
Кудратилло Хабибулло угли Абдукахоров (род. 29 августа 1993, Кургантепа, Андижанская область) — узбекский боксёр, представитель полусредних весовых категорий. В середине 2010-х годов выступал среди любителей, бронзовый призёр национального чемпионата Узбекистана, участник многих турниров международного значения. Начиная с 2015 года успешно боксирует на профессиональном уровне.

## Биография
Кудратилло Абдукахоров родился 29 августа 1993 года в городе Кургантепа Андижанской области, Узбекистан.

### Любительская карьера
Заниматься боксом начал в возрасте 11 лет, в 2004 году провёл свой первый бой на любительском уровне.
В 2013 году боксировал на Мемориале Тайманова и Утемиссова в Атырау, где остановился уже в 1/8 финала первой полусредней весовой категории.
На чемпионате Узбекистана 2014 года дошёл до 1/8 финала в первом полусреднем весе, проиграв Шахраму Гиясову. Выступил на международном турнире памяти Шокыра Болтекулы в Актау, на Мемориале Валентина Золотарёва в Андижане.
В 2015 году завоевал бронзовую медаль на чемпионате Узбекистана в Самарканде, потерпев поражение на стадии полуфиналов от Икболжона Холдарова.
Начиная с 2016 года выступал в полусредней весовой категории. Принял участие в чемпионате Узбекистана в Бекабаде, но выбыл из борьбы за медали уже на предварительном этапе. Участвовал в Мемориале Шокыра Болтекулы в Актау, где в четвертьфинале был побеждён казахом Азаматом Досмагамбетовым.

### Профессиональная карьера
Ещё будучи действующим боксёром-любителем, в октябре 2015 года Кудратилло Абдукахоров успешно дебютировал на профессиональном уровне, выиграв у своего соперника досрочно уже в третьем раунде. Первое время выступал исключительно на родине, в частности в марте 2016 года завоевал вакантный титул чемпиона Узбекистана среди профессионалов в полусредней весовой категории, отправив в нокаут соотечественника Ислама Мирахмедова.
Впоследствии успешно выступал в Сингапуре и Малайзии, стал обладателем нескольких региональных титулов, в частности был интернациональным чемпионом по версии Всемирного боксёрского фонда (WBF), серебряным чемпионом по версии Азиатского боксёрского совета (ABCO), серебряным чемпионом по версии Всемирного боксёрского совета (WBC). Последний титул был добыт им в поединке с зимбабвийцем Чарльзом Маньючи (20-2-1), которого Абдукахоров победил техническим нокаутом в первом же раунде.
В июле 2017 года на турнире в Екатеринбурге встретился с сильным россиянином Дмитрием Михайленко (22-1) — противостояние между ними продлилось все отведённые 12 раундов, в итоге судьи единогласным решением отдали победу Абдукахорову, и таким образом узбекский боксёр сохранил имевшийся у него титул серебряного чемпиона WBC.
В марте 2018 года провёл вторую защиту чемпионского пояса, выиграв по очкам у опытного венгра Ласло Тота (25-3-1).
Благодаря череде из нескольких громких побед вошёл в десятку сильнейших боксёров полусреднего веса по версии многих мировых рейтингов.
18 октября 2019 года победил экс-чемпиона мира опытного американца Луиса Коллазо (39-7).
25 июня 2020 года стало известно, что Абдукахоров проведёт титульный бой за пояс временного чемпиона IBF в полусреднем весе с Сергеем Липинцом. Но узбек снялся с поединка из-за проблем с получением американской визы, и его место занял канадец Кустио Клейтон.

## Статистика профессиональных боёв
В таблице перечислены результаты всех поединков боксёров.
В каждой строке указан результат поединка. Дополнительно номер поединка обозначен цветом, который обозначает итог поединка. Расшифровка обозначений и цветов представлена в нижеследующей таблице.
| Пример | Расшифровка                     |
| ------ | ------------------------------- |
|        | Победа                          |
|        | Ничья                           |
|        | Поражение                       |
|        | Планируемый поединок            |
|        | Поединок признан несостоявшимся |
| КО     | Нокаут                          |
| ТКО    | Технический нокаут              |
| PTS    | Решение судей (по очкам)        |
| UD     | Единогласное решение судей      |
| MD     | Решение большинства судей       |
| SD     | Раздельное решение судей        |
| RTD    | Отказ от продолжения боя        |
| DQ     | Дисквалификация                 |
| NC     | Поединок признан несостоявшимся |

| Бой | Рекорд | Дата боя        | Соперник                            | Место проведения боя                                            | Раундов, время   | Дополнительно |
| --- | ------ | --------------- | ----------------------------------- | --------------------------------------------------------------- | ---------------- | --- |
| 19  | 18-1   | 11 декабря 2021 | Коди Кроули (19-0)                  | Дигнити Хелс Спортс Парк, Карсон, Калифорния, США               | UD 10 (10)       | Счёт судей: 95-94, 97-92, 98-91. |
| 18  | 18-0   | 13 марта 2021   | Хавьер Флорес (15-2)                | Мохеган-сан, Анкасвилл, Коннектикут, США                        | RTD 8 (10), 3:00 | |
| 17  | 17-0   | 18 октября 2019 | Луис Коллазо (39-7)                 | Liacouras Center, Филадельфия, Пенсильвания, США                | TD 10 (10), 2:03 | Бой был остановлен из-за сильного рассечения у Коллазо после случайного удара головами. Счёт на момент остановки: 98-92, 99-91, 97-93. |
| 16  | 16-0   | 30 марта 2019   | Кейта Обара (20-3-1)                | 2300 Arena, Филадельфия, Пенсильвания, США                      | UD 12 (12)       | Счёт судей: 118-110, 115-113, 117-111. |
| 15  | 15-0   | 5 мая 2018      | Тваха Кидуку (12-2-1)               | Дворец спорта, Ташкент, Узбекистан                              | UD 12 (12)       | |
| 14  | 14-0   | 17 марта 2018   | Ласло Тот (25-3-1)                  | One City Grand Ballroom, Субанг-Джая, Малайзия                  | UD 12 (12)       | Защитил титул серебряного чемпиона по версии Всемирного боксёрского совета (WBC) в полусреднем весе. Счёт судей: 117-110, 118-109, 116-111.                                                                                                 |
| 13  | 13-0   | 18 ноября 2017  | Шерзодбек Алимжанов (3-5)           | «Ёшлик», Хонобод, Узбекистан                                    | RTD 2 (10), 3:00 | |
| 12  | 12-0   | 9 июля 2017     | Дмитрий Михайленко (22-1)           | ДИВС, Екатеринбург, Россия                                      | UD 12 (12)       | Защитил титул серебряного чемпиона по версии Всемирного боксёрского совета (WBC) в полусреднем весе. Счёт судей: 117-110, 116-111, 116-111.                                                                                                 |
| 11  | 11-0   | 25 марта 2017   | Чарльз Маньючи (20-2-1)             | OSBC Arena, Сингапур                                            | TKO 1 (12), 2:56 | Завоевал титул серебряного чемпиона по версии Всемирного боксёрского совета (WBC) в полусреднем весе. |
| 10  | 10-0   | 10 февраля 2017 | Идд Пиалари (17-2-1)                | Far East Square, Сингапур                                       | TKO 3 (12), 2:59 | |
| 9   | 9-0    | 7 января 2017   | Ромео Якосалем (18-13-1)            | International Convention Center, Джохор-Бару, Малайзия          | TKO 5 (8), 1:35  | |
| 8   | 8-0    | 23 июля 2016    | Адонес Кабалькинто (23-1)           | Far East Square, Сингапур                                       | UD 12 (12)       | Завоевал титул серебряного чемпиона по версии Азиатского боксёрского совета (ABCO) в полусреднем весе. |
| 7   | 7-0    | 10 июня 2016    | Ларри Сиву (22-6)                   | Futsing Association commercial building, Джалан-Бесар, Сингапур | UD 8 (8)         | |
| 6   | 6-0    | 16 апреля 2016  | Хуан Даниэль Бедолья Ороско (9-2-2) | One World Hotel, Петалинг-Джая, Малайзия                        | UD 10 (10)       | Завоевал вакантные титулы интернационального чемпиона по версии Всемирного боксёрского фонда (WBF) и молодёжного чемпиона по версии Всемирной федерации профессионального бокса (WPBF) в полусреднем весе. Счёт судей: 99-91, 99-91, 99-91. |
| 5   | 5-0    | 5 марта 2016    | Ислам Мирахмедов (3-5)              | Дворец спорта, Ташкент, Узбекистан                              | KO 3 (10), 1:30  | Завоевал вакантный титул чемпиона Узбекистана в полусреднем весе. |
| 4   | 4-0    | 16 января 2016  | Джаба Шалуташвили (13-16-1)         | ЦФСК «Локомотив», Ташкент, Узбекистан                           | KO 3 (8)         | |
| 3   | 3-0    | 6 декабря 2015  | Аббос Махамматюлдашев (0-1)         | СК «Саховат Спорт», Ташкент, Узбекистан                         | KO 3 (8)         | |
| 2   | 2-0    | 22 ноября 2015  | Шохрух Бекмирзаев (дебют)           | ЦФСК «Локомотив», Ташкент, Узбекистан                           | KO 6 (8)         | |
| 1   | 1-0    | 18 октября 2015 | Тимур Смирнов (дебют)               | ЦФСК «Локомотив», Ташкент, Узбекистан                           | TKO 3 (6)        | Счёт судей: 20-18, 20-18, 20-18. |